# Banari
Banari là một đô thị ở tỉnh Sassari trong vùng Sardinia, có khoảng cách khoảng 150 km về phía bắc của Cagliari và cách khoảng 20 km southvề phía đông của Sassari. Tại thời điểm ngày 31 tháng 12 năm 2004, đô thị này có dân số 652 người và diện tích là 21,3 km².
Banari giáp các đô thị: Bessude, Florinas, Ittiri, Siligo.